# Tegenpaus Johannes XVI

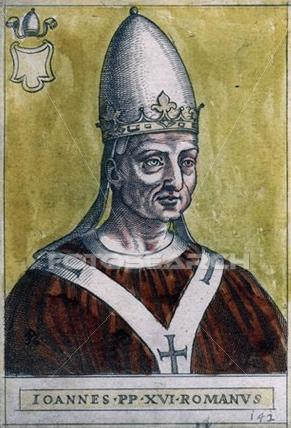
Johannes XVI

Johannes XVI (Johannes Philagathos, Rossano, ca. 945 - Fulda, ca. 1001), door Latijnse geschiedschrijvers ook wel Philigato of Filagatto genoemd, was een tegenpaus van 997 tot 998.
Hij werd geboren in Rossano in het Byzantijnse deel van zuidelijk Italië. Hij was de kapelaan van keizerin Theophanu, de vrouw van keizer Otto II (973-983). Tweemaal was hij de keizerlijke kanselier in Italië voor Otto II, in 980-982 waarna hij benoemd werd tot abt van Nonantola en in 991-992. Gedurende zijn reizen in Italië werd hij in 987 benoemd tot leraar van de zeven jaar oude zoon van keizer Otto III. Door toedoen van de keizerin werd hij bisschop van Piacenza en stuurde men hem naar Constantinopel om een Byzantijnse prinses naar huis te begeleiden voor de jonge Otto.
In 996, na de dood van de keizer kwam de jonge Otto III (983-1002) paus Johannes XV (985-996) te hulp bij het neerslaan van een opstand geleid door Crescentius de Jonge, een rijke en machtige Romeinse edelman. Otto III onderbrak zijn reis in Pavia om daar als koning van Lombardije toegejuicht te worden waardoor hij pas na de dood van de paus in Rome arriveerde. Eenmaal in Rome regelde Otto III de verkiezing van zijn neef Bruno van Carinthië als paus Gregorius V (996-999) waarop de nieuwe paus hem tot keizer kroonde op 21 mei 996.
Toen Otto III teruggekeerd was naar Duitsland werd Gregorius V met geweld door Crescentius II verwijderd en installeerde hij Johannes XVI als paus (997-998) met hulp van de Byzantijnse keizer Basilius II. Tijdens een synode van Westerse bisschoppen in 997 in Pavia werd besloten dat Gregorius V de rechtmatige paus was. Johannes XVI werd door hen geëxcommuniceerd.
In februari 998 werd de opstand van Crescentius II definitief onderdrukt door Otto III die nogmaals naar Rome gemarcheerd was. Johannes XVI was gevlucht maar de keizerlijke troepen wisten hem na een achtervolging gevangen te nemen. Zijn neus, tong en oren werden afgesneden, zijn vingers werden gebroken en zijn ogen uitgestoken zodat hij niet meer kon schrijven. Vervolgens werd hij in het bijzijn van Otto III en Gregorius V publiekelijk bespot: hij werd achterstevoren op een ezel door de straten van Rome geleid, met een omgekeerde koeienuier als mijter. De Romeinse bevolking reageerde echter zo woedend op deze verminkingen en vernederingen dat keizer Otto III de stad moest ontvluchten. Uiteindelijk werd Johannes Philagathos opgesloten in de abdij van Fulda in Duitsland waar hij rond 1001 stierf. Het jaar daarop stierf ook Otto III.
Cursief: tegenpaus
- Gemeinsame Normdatei: 10095023X
- Virtual International Authority File: 266492340
- WorldCat: E39PBJbtqc44byBbFrHcV6bKh3